# ゴロッケー
ゴロッケーは北海道北広島市（旧広島町）発祥のパークゴルフに似たスポーツ。基本的にはゴルフと同じであるが幾つもの相違点がある。

## 用具
スティック
ゲートボールで使用されるスティックと同じものを使用。
このスティックを「マレー」と呼んでいる。
ボール
同じくゲートボールで使用されるものと同形、ただしルール上、一人に一個のボールが割り当てられるためゲートボールのようにそれぞれのボールを区別することはない。
ただし、ボールには赤・黄・茶・青緑など数種類の色があり、同じグループでコースを回る時に、互いのボールを間違わないように使い分けている。

## コース
コースは林の中にスタートとゴール（カップ）を設置しただけのものだが、以前までの利用者によりスタートとゴールの間には獣道のような道ができている。
林の中ということもあって露出した木の根や季節によっては落ち葉や木の実等がコース上にあり、パークゴルフ、ゲートボールに比べると不確定要素の多いスポーツになる。
またコースは北広島市内のいたるところに存在している、おもに公園やグラウンド、テニスコートに隣接することが多い、また市の体育館では用具を貸してくれたりする。コースは各ホールの距離が短く平坦な場所もあれば、中央公民館や体育館のコースのように芝生が張られ、ショートやロングのホールを備え、起伏のある変化に富んだコースもあり、それぞれに攻め方を工夫する楽しみがある。

## ルール
ホールは基本的には18（ホール）だが、コースによってはそれ以下の場合もあり、ちよっとした空きスペースにコースを造って気軽に楽しめるようにしてある。スタートとゴールにそれぞれホールの番号が書いた立て札が立っている。
スタート地点の任意の場所にボールを置き（体育館コースのように整備されているところではゴム製のボール置きスペースがあるので便利）、マレーでボールを打ち、ゴールに設置されたカップにボールが入るまで他の参加者と順番に打ち続ける。打順は公式ルールでは最初にジャンケンなどで順番を決め、ホールが進むごとに順番をずらしていくが、プライベートではこだわらずに打ってもかまわない。2打目からは、パークゴルフではカップから遠い順番に打つようだが、ゴロッケーでは最初に決めた順番で打っていく。
他者のボールがカップを遮るような場所にあってもマーキングなどはせずにそのまま打たなくてはならない。そのため上級者になると他者のボールに当てずに打ち方を変えたり、ボールをカーブさせるなどのテクニックも披露される。万が一、他者のボールが自分のボールに当たってカップインした場合は「ラッキーボール」としてカップイン前の打数が記録されるという、面白いルールである。整備されているコースでもパークゴルフとは異なり伸びた草地もあれば側溝や立木もあるため、それら障害物をどう避けるかも面白い。もちろん1打でカップインすればホールインワンとなり、町内会の大会や市の予選大会では賞品がもらえるのもゴロッケーならではの楽しみである。
コース外にボールが出てしまった場合は、コースの縁からマレーの長さ分だけ距離を測り、コース内にボールを置きプラス1打数をカウントして打つことができる。ある町内会の大会では18ホールを２周した合計数で競うが、100打数を切れば中級クラスといえ、全市大会の上位クラスになると18ホールを50以下で回る上級者も多い。全ホールを周ると全体でかかった打数をそのまま点数として記録し、より点数の少ないプレイヤーが勝ちとなる。たいていは2打から5打くらいでカップインできるが、6打でも入らない場合は、ギブアップと称し、7打となる。

## 背景
パークゴルフより歴史は古く、北広島市ではほとんどの市民が認知している人気のスポーツだが、それ以外の地域では全くと言っていいほど認知されていない。また同市内では頻繁に大会が行われていて競技人口も馬鹿にはできない（はっきりとした数字は分からない）。毎年夏には各町内会で9月の全市大会に向けた予選大会なるものが行われ、壮年の部（55歳以上）、大人の部（中学生以上）、子供の部（小学生以下）に分かれて競い、成績上位の人を全市大会に送り込む町内会もある。おもに高齢者の娯楽であるが彼らが孫を連れてゴロッケーを楽しむこともあるので、小さな子供も夏休みなどは大会に参加することがある。パークゴルフのようにルールがうるさくなく気軽に楽しめるので、高齢者だけではなく、成人男性も参加している。町内会の大会では上位入賞者に賞品を出すところも多く、入賞者以外には子供も含め参加賞を出すなど、それを楽しみにしている市民も多い。